# Charles-Alexandre de Wurtemberg
Ne doit pas être confondu avec Carl Alexander de Wurtemberg.
Charles-Alexandre de Wurtemberg, né le 24 janvier 1684 à Stuttgart et décédé le 12 mars 1737 à Ludwigsbourg, est duc de Wurtemberg-Winnental, puis comte de Montbéliard et duc de Wurtemberg de 1733 à sa mort, sous le nom de Charles Ier Alexandre de Wurtemberg.

## Biographie
Charles-Alexandre est l'aîné de Frédéric-Charles de Wurtemberg-Winnental et Éléonore-Julienne de Brandebourg-Ansbach.
Converti au catholicisme en 1712, il commande les armées impériales et remporte des succès militaires au côté du prince Eugène de Savoie-Carignan au cours de la guerre de Succession d'Espagne, mais, encerclé, il est fait prisonnier en 1713, après une énergique résistance, au siège de Landau. Libéré par le traité de Rastatt, il reprend du service contre les Turcs aux côtés d'Eugène de Savoie et  participe à la prise de Belgrade en 1717. En 1719, il est nommé gouverneur impérial (de) de Belgrade. 
Il vit alors quelques années à Louisbourg près de Stuttgart et participe à la guerre en   Pologne. Il mène une vie dispendieuse et nomme un financier d'origine juive, Joseph Süss Oppenheimer, ce qui, s'ajoutant à sa conversion au catholicisme, est mal perçu par ses sujets luthériens.
Il devient duc de Wurtemberg à la mort de son cousin Eberhard de Wurtemberg en 1733.
Il meurt le 12 mars 1737 de manière inattendue d'un œdème du poumon. Son conseiller financier Joseph Süss Oppenheimer est condamné et exécuté publiquement dès le 4 février 1738.

## Descendance
Charles Alexandre épouse le 1er mai 1727 Marie-Auguste von Thurn und Taxis (1706 – 1756). Trois de leurs enfants sont ducs de Wurtemberg :
- Charles-Eugène de Wurtemberg (1728 – 1793), qui lui succède ;
- Louis VII de Wurtemberg (1731 – 1795) qui succède à son frère en 1793 ;
- Frédéric-Eugène de Wurtemberg (1732 – 1797), qui succède à son frère en 1795 ;
- Augusta de Wurtemberg (1734 – 1787), qui épouse en 1753 le prince Charles-Anselme de Tour et Taxis.

Charles-Alexandre de Wurtemberg est l'ascendant agnatique (direct, de mâle en mâle) de Charles de Wurtemberg, chef de la maison de Wurtemberg de 1975 à sa mort en 2022, et, évidemment de son petit-fils et successeur Wilhelm de Wurtemberg, né en 1994.